# سه‌شاخه‌دندان
سه‌شاخه‌دندان یا تریناکسودون (نام علمی: Thrinaxodon) نام یک سرده منقرض‌شده از فروراسته سگ‌دندان است.
این سرده بیشتر به خاطر گونه T. liorhinus شناخته می‌شود که در آفریقای جنوبی و جنوبگان زندگی می‌کرده است. زمان زیست سه‌شاخه‌دندان بین مرز پرمین-تریاس و اواسط تریاس تاریخ‌گذاری شده است. بقا و انقراض این جانور شاید مرتبط با عادت‌های حفر زمین آن بوده است.

## توصیف

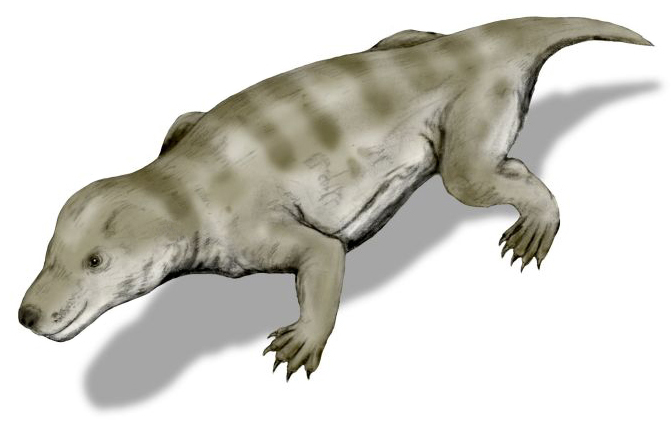
نگاره‌ای خیالی از بدن تریناکسودون بر اساس سنگواره

سه‌شاخه‌دندان هم‌کمانی (سیناپسید) کوچک تقریباً به اندازه یک روباه بود و احتمالاً بدنش از مو پوشیده شده بود. آرایش دندان‌هایش نشان می‌دهد که گوشت‌خوار بوده است و رژیم غذایی خود را بیشتر بر روی حشرات، گیاه‌خواران کوچک و بی‌مهرگان متمرکز می‌کرده است. کام ثانویه منحصر به فرد تریناکسودون با موفقیت گذرگاه‌های بینی را از بقیه دهان جدا می‌کرد و به سه‌شاخه‌دندان اجازه می‌داد تا بدون مداخله در نفس کشیدن، به جویدن ادامه دهد، تطبیقی که برای گوارش مهم است.

## دوره زندگی
قدیمی‌ترین نمونه یافته‌شده از یک سه‌شاخه‌دندان نقب‌زن به حدود ۲۵۱ میلیون سال پیش برمی‌گردد، یک محدده زمانی مربوط به رویداد انقراض پرمین-تریاس. بخش عمده‌ای از این سنگواره‌ها در دشت‌های سیلابی آفریقای جنوبی، در حوضه کارو یافت شده‌اند. این جانور گوشت‌خواری رایج در تریاس پیشین بود و دلیل آن نابودی تعدادی زیادی از گوشت‌خواران در جریان انقراض پایان پرمین بود. تریناکسودون جانوری زمین‌کاو و نقب‌زن بود و این رفتار در آن دوره کم دیده می‌شد.